# Aire linguistique balkanique

Carte des Balkans, définition géographique.

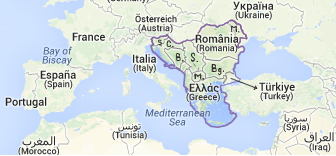
Les pays balkaniques, définition selon l'union linguistique balkanique.

L'aire linguistique balkanique ou union linguistique balkanique est un ensemble de similitudes phonétiques, morphologiques, syntaxiques et lexicales (les « balkanismes ») qui ne découlent pas d’une origine commune mais d’une longue cohabitation entre langues d’origines différentes, en usage dans les Balkans. À l’exception du turc, toutes ces langues sont indo-européennes mais elles appartiennent à des branches différentes dont la divergence est très antérieure au développement de ces caractéristiques communes. Celles-ci résultent d’un phénomène de convergence linguistique plutôt que d’un héritage ancien ; les « balkanismes » caractéristiques ne s’observent pas dans les stades les plus anciennement attestés ayant abouti à ces langues : le latin (pour le roumain), le grec ancien et le vieux-slave.

## Histoire du concept
Le premier savant à remarquer les ressemblances entre les langues balkaniques au-delà de leur affiliation génétique fut le Slovène Jernej Kopitar en 1829, mais ce ne fut qu’à partir des années 1920 qu’elles furent théorisées, avec comme contributeurs importants Nikolaï Troubetskoï (1923), Gustav Weigand (de) (1925, 1928) et Kristian Sandfeld-Jensen (de) (1926).
Ce fut le linguiste roumain Alexandru Rosetti qui lança le terme d’« union linguistique balkanique » en 1958. Theodor Capidan (ro) alla plus loin en affirmant que leur structure était susceptible d’être réduite à un « type balkanique commun ». Les opposants à cette théorie (par exemple Alexandru Graur et Andriotis/Kourmoulis) affirment que l’emploi du terme de « linguistique balkanique » est impropre car certains de ces « balkanismes » peuvent résulter, dans le développement interne de chaque langue, d’une simple « réciprocité linguistique » d’échanges, insuffisante pour fonder une « linguistique balkanique » autonome, comme le sont les langues romanes ou les langues germaniques.

## Langues concernées
Peuvent être considérées comme faisant partie de l’union, les langues suivantes :
- parmi les langues romanes : les langues romanes orientales, surtout le roumain[8], ainsi que l’aroumain, le méglénite et l’istrien ;
- parmi les langues slaves : le bulgare, le macédonien (langues slaves du sud-est), dans une moindre mesure le serbe (langue slave du sud-ouest), et en particulier le torlakien ;
- l’albanais avec ses deux grands dialectes, le guègue et le tosque ;
- le grec moderne ;
- le turc.

Cependant, les langues balkaniques ne sont pas toutes uniformément « balkanisées » :
- l’albanais et le macédonien, ainsi que dans une moindre mesure le bulgare et le roumain, partagent le plus grand nombre de traits communs, ainsi formant un noyau central ;
- le grec et le serbe (surtout le torlakien) montrent des traits typiquement balkaniques, mais certains des plus pertinents sont absents ;
- la participation du turc se réduit pour l’essentiel au lexique et à la substitution du subjonctif à l’infinitif.

Le romani et le judéo-espagnol sous leurs formes en usage dans les Balkans ont également subi une certaine influence de cette union linguistique.
Donabédian (2000) ajouterait à cette liste l’arménien occidental.
Enfin il faut prendre en compte les langues balkaniques éteintes :
| Langue       | Famille                             | Région                             | Date de disparition                            |
| ------------ | ----------------------------------- | ---------------------------------- | ---------------------------------------------- |
| Illyrien     | langues paléo-balkaniques           | Illyrie                            | Antiquité                                      |
| Thrace       | langues paléo-balkaniques           | Thrace                             | Antiquité                                      |
| Thraco-roman | langue romane des Thraces romanisés | Dacie aurélienne, Mésie            | Antiquité tardive                              |
| Dalmate      | langue romane                       | Dalmatie, Illyrie                  | XVe siècle à Dubrovnik, XIXe siècle à Krk      |
| Vieux-slave  | Slave                               | Pays slaves des Balkans            | Devenu langue liturgique de l'Église orthodoxe |
| Yévanique    | langue judéo-grecque des Romaniotes | Grèce, Bulgarie, Roumanie, Turquie | XXe siècle (surtout Shoah en Grèce)            |

## Origines possibles

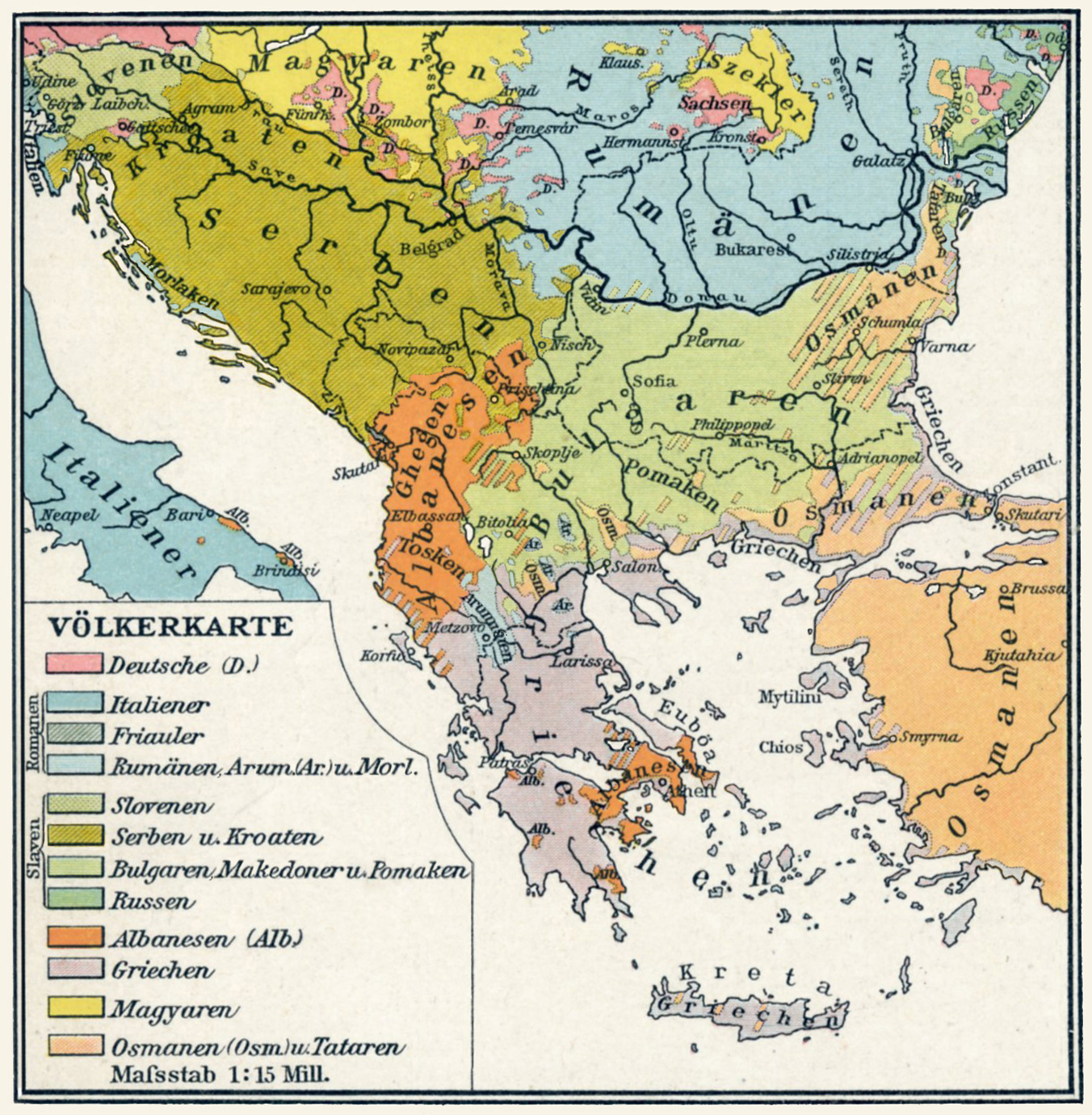
Langues majoritaires des Balkans en 1908

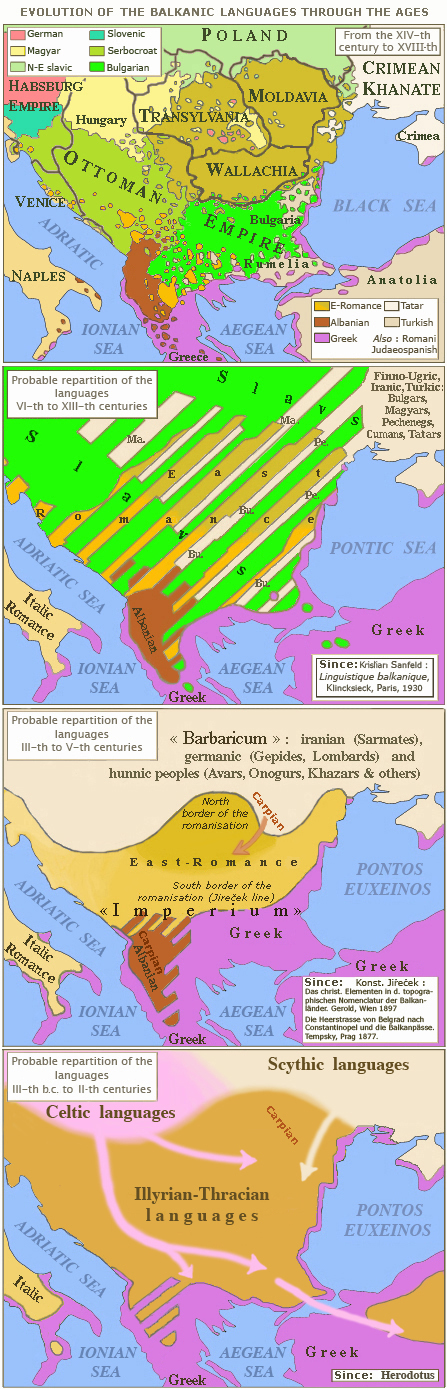
Évolution des langues balkaniques avec les lignes et les périodes de contact linguistique les plus probables, d'après Jirecek, Gołąb, Sanfeld et Weigand.

La source du développement de ces caractéristiques communes et leur diffusion ont fait l'objet de nombreux débats et donné lieu à diverses théories. En voici une courte synthèse.

### Substrat thrace, dace ou illyrien
Comme l'essentiel des « balkanismes » ne se retrouvent pas les langues extérieures apparentées à celles de l'union, les premiers savants, dont Kopitar, pensaient que celles-ci les avaient hérités des anciennes langues indigènes qui forment le substrat des langues balkaniques modernes : le thrace, le dace et l'illyrien. Mais comme il ne nous est parvenu que très peu d'informations sur ces langues, on ne peut avoir la certitude que les balkanismes y étaient présents.

### Influence grecque
Une autre théorie, avancée par Kristian Sandfeld en 1930 est celle d'une influence purement grecque, du fait de l'extrême rayonnement de la civilisation grecque sur ses voisines. Le point faible de cette théorie est qu'aucun des dialectes du grec ancien ne présente de « balkanismes » typiques ; ceux qui se retrouvent en grec moderne sont des innovations, bien postérieures au grec de la koinè. De plus, le grec n'est pas central dans l'union linguistique balkanique : il lui manque certains traits importants tels que la postposition de l'article défini.

### Influence latine et romane
L'empire romain régna sur l'ensemble des Balkans pendant plus de six siècles (en comptant l'Empire romain d'Orient) et une théorie élaborée par Georg Solta suppose que les « balkanismes » proviendraient de la forme locale de latin (le roman oriental ), qui aurait laissé sa marque sur toutes les langues aborigènes (thraco-roman, proto-albanais, grec tardif), substrat des langues slaves méridionales.
Le point faible de cette théorie est que la grande majorité des « balkanismes » ne proviennent pas du substrat roman, puisque rares sont les traits balkaniques présents dans d'autres langues romanes que les orientales, et par ailleurs les linguistes notamment slaves affirment qu'il n'y a pas de preuve que les Thraco-Romains aient été isolés assez longtemps dans les Balkans pour les y développer (ce qui s'inscrit dans une vision historiographique slave plus vaste, qui affirme que seule une faible minorité de Thraces et d'Illyriens était romanisée lorsque les Slaves arrivèrent et assimilèrent la population des Balkans).
Un argument en faveur de la théorie de Georg Solta est l'existence en slave macédonien d'emprunts sous forme de calques depuis l'aroumain, ce qui s'explique par un substrat aroumain en slave macédonien, mais cela ne résout pas le problème de l'origine des « balkanismes » en aroumain et en roumain, qui supposent que l'évolution du thraco-roman et ses échanges avec le proto-albanais et grec médiéval se sont poursuivis sur un vaste territoire durant une longue période, ce qui implique que la romanisation et l'hellénisation des Thraces et des Illyriens n'était pas un « phénomène marginal », comme l'affirme l'historiographie des pays slaves.

### Origines multiples
La théorie la plus largement acceptée de nos jours fut avancée par le polonais Zbigniew Gołąb : toutes les innovations n'auraient pas la même source et l'influence des langues entre elles aurait été réciproque, certains traits communs pouvant remonter au latin, au grec ou aux langues slaves tandis que d'autres, en particulier ceux que le roumain, l'albanais, le macédonien et le bulgare sont seuls à partager, s'expliquerait par un effet de substrat lors de la romanisation (dans le cas du roumain) ou la slavisation (dans le cas du bulgare et du macédonien). L'albanais fut influencé tant par le latin que le slave, mais conserva une grande partie de ses caractéristiques d'origine.
Un argument en faveur de cette théorie est que l'histoire troublée des Balkans, sur la ligne de contact entre les puissants empires d'Europe méridionale (romain, grec, turc), centrale (Empires centraux) et orientale (premier, et second empire bulgares) conduisit de nombreuses populations à se déplacer et à se mélanger à d'autres groupes linguistiques. Ces petits groupes s'assimilèrent souvent rapidement en laissant des traces lexicales, grammaticales et syntaxiques dans la nouvelle langue qu'ils adoptaient. Une autre possibilité (non exclusive de la première) est qu'avant l'ère moderne, le multilinguisme étant courant dans les Balkans, permettait aux changements linguistiques de se diffuser rapidement d'une langue à l'autre. Il est notable à cet égard que les dialectes les plus riches en « balkanismes » sont ceux des régions où l'on a parlé le plus longtemps plusieurs langues différentes.

## Chronologie des contacts
Il est vraisemblable que les premiers phénomènes d’emprunts lexicaux ont eu lieu entre le Ier et les Ve siècle le long de la « ligne Jireček » entre trois ensembles linguistiques : le thraco-roman (au nord de la ligne Jireček), le proto-albanais (moitié ouest de la ligne Jireček), et le grec populaire de l'antiquité tardive (Μεσαιωνική δημοτική, au sud de la ligne Jireček, issu de la koinè antique).
Eqrem Çabej, Eric Hamp, Georgiev, Kortlandt, Walter Porzig, Sergent et d'autres linguistes considèrent que l'albanais, comme le thraco-dace avant sa romanisation, appartiennent à l'ensemble thraco-illyrien des langues indo-européennes. Dans une perspective paléolinguistique ou phylogénétique, ils décrivent le proto-albanais comme une langue qui s’est formée sur un fond thraco-illyrien vers le VIe siècle à l'intérieur des terres, dans le Kosovo et la Serbie actuelle. Ils expliquent que le proto-albanais a subi un début de romanisation encore sensible dans la langue moderne et que les emprunts les plus anciens de l'albanais aux langues romanes proviennent du diasystème roman oriental et non de l'illyro-roman qui était la langue romane anciennement parlée en Illyrie à la suite de la disparition de l'illyrien. Comme les lieux albanais ayant conservé leur appellation antique, ont évolué selon des lois phonétiques propres aux langues slaves et que l'albanais a emprunté tout son vocabulaire maritime au latin et au grec, ces auteurs pensent que les ancêtres des Albanais ont vécu à l'est de l'actuelle Albanie et que régions côtières de ce pays (thème du Dyrrhacheion) étaient initialement gréco-latines. De nos jours, l'existence en albanais de mots empruntés au roman oriental balkanique et en roumain de mots de substrat apparentés à des mots albanais corrobore cette manière de voir.
Toutes les langues de l'actuel diasystème roman oriental, issu de l'évolution du thraco-roman en proto-roumain, font partie de l'union linguistique, indiquant que le contact avec le proto-albanais et le grec populaire de l'antiquité tardive (Μεσαιωνική δημοτική) est antérieur à leur divergence, donc antérieur au XIe siècle.
L'arrivée des Slaves à partir du VIe siècle ouvrit une période de migrations et de cohabitation linguistique à travers les Balkans, ce qui fit émerger des communautés multi-ethniques (romanies populaires, sklavinies...) à partir du VIIIe siècle ; la slavisation de la majorité des habitants de la péninsule, a sans doute intégré de nombreux traits déjà communs aux trois ensembles linguistiques balkaniques aborigènes, et inversement l'assimilation de communautés slaves par les ancêtres des Roumains, des Albanais et des Grecs actuels a abouti à une union linguistique dès le XIIe siècle, la balkanisation linguistique se poursuivant cependant jusqu'au XVIIe siècle sur certains points.
Le serbe fut peut-être la dernière langue slave à s'y joindre, comme l'indique le faible nombre de « balkanismes » qu'il partage avec les autres langues balkaniques, et cela surtout dans ses dialectes torlakiens : des parlers de transition avec le bulgare. Ces « balkanismes » sont d'origine assez tardive, alors que la plupart des traits communs étaient déjà établis dans l'union linguistique. On suppose que l'entrée du serbe dans l'union linguistique date du XIIIe siècle, lorsque la Serbie s'étendit vers l'est et le sud, sur l'actuelle Albanie, sur l'actuelle Bulgarie occidentale et en Grèce sur la Macédoine et la Thessalie.
Enfin le regroupement de toutes ces langues (et, en Anatolie orientale, de l'arménien) sous l'autorité de l'Empire ottoman à partir de la fin du XIVe siècle et jusqu'au XIXe siècle, a ajouté le turc à l'union linguistique, et a fait passer dans les autres langues de l'union des traits issus du turc ottoman (traits dont certains sont communs aussi au persan, au kurde et à l'arménien).

## Balkanismes morpho-syntaxiques

### Système casuel
Le nombre de cas est réduit, plusieurs étant supplantés par l'emploi de prépositions, à l'exception du serbe. La déclinaison nominale typique d'une langue balkanique comporte les cas suivants :
- nominatif
- accusatif, employé avec des prépositions, de même forme que le nominatif
- datif / génitif (fusionnés)
- vocatif

NB : en bulgare, les déclinaisons ont disparu.

#### Syncrétisme du génitif et du datif
Dans les langues balkaniques, le génitif et le datif, ou les constructions prépositionnelles qui y correspondent, sont de forme identique.
Exemple:
| Langue     | Datif                                                                                        | Génitif                                    |
| ---------- | -------------------------------------------------------------------------------------------- | ------------------------------------------ |
| Français   | J'ai donné le livre à Marie.                                                                 | C'est le livre de Marie.                   |
| Albanais   | Ia kam dhënë librin Marisë.                                                                  | Është libri i Marisë.                      |
| Bulgare    | Дадох книгата на Мария (Dadoh knigata na Marija)                                             | Книгата е на Мария; (Knigata e na Marija)  |
| Roumain    | I-am dat cartea Mariei.                                                                      | Este cartea Mariei.                        |
| Macédonien | И ја дадов книгата на Марија. (I ja dadov knigata na Marija)                                 | Книгата е на Марија. (Knigata e na Marija) |
| Grec       | Έδωσα το βιβλίο στη Μαρία. ou aussi (dans la langue familière) : Έδωσα το βιβλίο της Μαρίας. | Είναι το βιβλίο της Μαρίας.                |

#### Syncrétisme du locatif et du directionnel
L'expression sémantique du locatif (lieu où l'on est) et du directionnel (lieu où l'on va) se fait par la même forme ; c'est, du reste, également le cas du français, comme d'autres langues romanes, mais des langues comme le latin, l'allemand, l'espagnol ou le russe marquent explicitement la différence dans leur morphosyntaxe.
| langue  | « sis en Grèce » (locatif) | « vers la Grèce » (directionnel) |
| ------- | -------------------------- | -------------------------------- |
| Bulgare | в Гърция                   | в Гърция                         |
| Grec    | στην Ελλάδα                | στην Ελλάδα                      |
| Roumain | în Grecia                  | în Grecia                        |

### Système verbal

#### Formation du futur
Le futur se forme de manière analytique en utilisant un auxiliaire qui est le verbe "vouloir" (exactement comme "will" en anglais) ou qui en est une contraction, suivi le plus souvent d'un subjonctif, et, en grec, d'un aspect (pas un mode comme le subjonctif) qui s'utilise pour les actions occasionnelles, circonstanciées, ponctuelles (donc semelfactif), que l'on appelle l'aoriste.
| Langue     | Registre                | Formation                        | Exemple : "Je verrai" |
| ---------- | ----------------------- | -------------------------------- | --------------------- |
| Albanais   |                         | "do" (invariable) + subjonctif   | Do të shikoj          |
| Aroumain   |                         | "va" (invariable) + subjonctif   | Va s-ved              |
| Bulgare    |                         | "ще" (invariable) + présent      | Ще видя               |
| Grec       |                         | "θα" (invariable) + aoriste      | Θα δω                 |
| Macédonien |                         | "ќе" (invariable) + présent      | Ќе видам              |
| Serbe      | (langue littéraire)     | "hteti" (conjugué) + infinitif   | Ја ћу видети (видећу) |
| Serbe      | (langue familière)      | "hteti" (conjugué) + subjonctif  | Ја ћу да видим        |
| Roumain    | (langue littéraire)     | "a voi" (conjugué) + infinitif   | Voi vedea             |
| Roumain    | (langue familière)      | "o" (invariable) + subjonctif    | O să văd              |
| Roumain    | (alternative familière) | "a avea" (conjugué) + subjonctif | Am să văd             |
| Roumain    | (archaïque)             | "va" (invariable) + subjonctif   | Va să văd             |
| Romani     | (Erli)                  | "ka" (invariable) + subjonctif   | Ka dikhav             |

#### Parfait périphrastique
Le parfait se forme de manière analytique avec l'auxiliaire « avoir », comme dans les langues romanes ou les langues germaniques modernes. L'origine de ce trait est peut-être à chercher dans le latin vulgaire. Cela ne s'applique pas toutefois au bulgare et au serbe, où le parfait se forme avec l'auxiliaire « être » et le participe passé actif : обещал - « ayant promis » (participe passé actif); съм (Bul.); сам (Ser.) - « Je suis » ;
обещал съм; обећао сам (Ser.) - « J'ai promis » (littéralement : « Je suis ayant promis »), parfait. Le macédonien, pour sa part, peut optionnellement utiliser « être » ou « avoir » comme auxiliaire, selon le dialecte ; la construction avec "avoir "est caractéristique de cette langue : Имам ветено - "j'ai promis".

#### Réduction de l'emploi de l'infinitif
L'emploi de l'infinitif, commun dans les langues apparentés à celles des Balkans mais extérieures à l'union, comme les langues romanes et les langues slaves, est généralement remplacé par des constructions au subjonctif :
- en bulgare, macédonien, grec et dans le dialecte tosque de l'albanais, la perte de l'infinitif est complète
- en aroumain et dans les dialectes méridionaux du serbe, elle est presque complète
- en mégléno-roumain et dans le dialecte guègue de l'albanais, l'emploi de l'infinitif se réduit à un nombre d'expressions limitées
- en daco-roumain, en serbe et en croate, l'infinitif partage de nombreuses fonctions avec le subjonctif
- le turc parlé à Sliven et Choumen a lui aussi presque entièrement perdu l'infinitif.

Par exemple, "je veux écrire" se dira littéralement "je veux que j'écrive" :
| Langue           | Exemple            | Remarques                                                                                       |
| ---------------- | ------------------ | ----------------------------------------------------------------------------------------------- |
| Albanais         | "Dua të shkruaj"   |                                                                                                 |
| Macédonien       | "Сакам да пишувам" |                                                                                                 |
| Bulgare          | "Искам да пиша"    |                                                                                                 |
| Grec             | "Θέλω να γράψω"    | cas d'emploi d'un subjonctif aoriste (momentané, ponctuel)                                      |
| Roumain          | "Vreau să scriu"   | par opposition à "Vreau a scrie", qui est correct mais d'usage restreint                        |
| Serbe            | "Želim da pišem"   | par opposition à la forme plus courante en croate : "Želim pisati", où pisati est un infinitif. |
| Turc de Bulgarie | "isterim yazayım"  | Dans le turc de Turquie on a "yazmak istiyorum" où "yazmak" est un infinitif.                   |

#### Subjonctif en emploi direct
Le subjonctif peut s'employer seul pour exprimer un vœu, un souhait, une requête, une intention ou une suggestion.
Ci-dessous, la traduction de "que tu y ailles" par des constructions au subjonctif dans les langues balkaniques :
| Langue                                  | Exemple     | Remarques                                    |
| --------------------------------------- | ----------- | -------------------------------------------- |
| Macédonien                              | Да одиш!    |                                              |
| Bulgare                                 | Да отидеш!  |                                              |
| Serbe (notamment en dialecte torlakien) | Da ideš!    |                                              |
| Albanais                                | Të shkosh!  |                                              |
| Grec                                    | Να πας!     |                                              |
| Romani                                  | Te dža!     |                                              |
| Roumain                                 | Să te duci! | (la construction emploie un pronom réfléchi) |
| Mégléno-roumain                         | S-ti duţ!   | (la construction emploie un pronom réfléchi) |
| Aroumain                                | S-ti duts!  | (la construction emploie un pronom réfléchi) |

#### Évidentialité
```
(Ajout par rapport à la version anglaise, à développer)
```

### Postposition de l'article défini
À l'exception du grec et du romani, toutes les langues de l'union utilisent un article défini postposé, attaché à la fin du nom plutôt que placé devant. Aucune des langues apparentées (les autres langues romanes et slaves) n'a cette caractéristique, et elle est considérée comme une innovation créée et diffusée dans les Balkans.
Cependant, chaque langue a créé indépendamment en interne ses propres articles, de sorte que les articles roumains s'apparentent aux articles (et démonstratifs) de l'italien ou du français, tandis que ceux du bulgare correspondent à des démonstratifs dans les autres langues slaves.
| Langue            | Féminin     | Féminin   | Masculin    | Masculin  |
| Langue            | indéterminé | déterminé | indéterminé | déterminé |
| ----------------- | ----------- | --------- | ----------- | --------- |
| Albanais          | shtëpi      | shtëpia   | qiell       | qielli    |
| Bulgare           | жена        | жената    | мъж         | мъжът     |
| Macédonien        | жена        | жената    | маж         | мажот     |
| Roumain           | casă        | casa      | cer         | cerul     |
| Serbe (torlakien) | жена        | жената    | муж         | мужот     |

### Formation des numéraux
Les numéraux entre dix et vingt sont formés à la façon slave : « unité » + « sur » + « dix ». Par exemple, « onze » se dit littéralement « un sur dix ». Le grec moderne ne suit pas cette tendance.
| Langue     | « onze »     | composition              |
| ---------- | ------------ | ------------------------ |
| Albanais   | njëmbëdhjetë | një + mbë + dhjetë       |
| Bulgare    | единадесет   | един + (н)а + десет      |
| Macédonien | единаесет    | еде(и)н + (н)а + (д)есет |
| Roumain    | unsprezece   | un + spre + zece         |
| Serbie     | jedanaest    | jedan + (n)a + (d)es(e)t |

### Enclise pronominale
Le complément d'objet direct et le complément d'objet indirect sont redoublés par une forme faible clitique de pronom personnel. Ce trait se retrouve en roumain, grec, bulgare et albanais.
Exemple : "Je le vois, Georges".
| Langue     | Exemple                                                | Romanisation           |
| ---------- | ------------------------------------------------------ | ---------------------- |
| Albanais   | "E shikoj Gjergjin"                                    |                        |
| Bulgare    | "Виждам го Георги." (tournure familière, voir en note) | "Vijdam go Georgi."    |
| Macédonien | "Гo гледам Ѓорѓи."                                     | "Go gledam Djordji."   |
| Grec       | "Τον βλέπω τον Γιώργο"                                 | "Ton vlepo ton Giorgo" |
| Roumain    | "Îl văd pe George."                                    |                        |

Note : La forme non marquée suit un ordre SVO sans clitique : "Виждам Георги". Le redoublement par un clitique est néanmoins possible en langue familière : "Виждам го Георги". Le clitique est obligatoire en cas de thématisation de l'objet, avec ordre OVS, qui sert d'alternative à la voix passive en registre familier : "Георги го виждам".

## Balkanismes lexico-sémantiques

### Vocabulaire
Les langues de l'union linguistique balkanique ont plusieurs centaines de mots en commun, pour la plupart originaires du grec ou du turc osmanli, du fait de la domination culturelle et économique de l'empire byzantin puis de l'empire ottoman sur la région.
L'albanais, le roumain et le bulgare partagent également nombre de mots de diverses origines :
| Langue source   | Mot source              | Sens       | Albanais         | Bulgare                         | Grec                | Roumain | Macédonien       |
| --------------- | ----------------------- | ---------- | ---------------- | ------------------------------- | ------------------- | ------- | ---------------- |
| Latin           | mensa                   | table      | -                | маса (masa)                     | -                   | masă    | маса             |
| Thrace/Illyrien | *magar                  | âne        | magar            | магаре (magare)                 | -                   | măgar   | магаре           |
| Grec ancien     | λιϐάδιον (libádion)     | pré        | livadhe          | ливада (livada)                 | λειβάδι (livádi)    | livadă  | ливада           |
| Grec ancien     | διδάσκαλος (didáskalos) | professeur | dhaskal (mësues) | даскал (daskal) (très familier) | δάσκαλος (dáscalos) | dascăl  | даскал           |
| Grec ancien     | κουτίον (koutíon)       | boîte      | kuti             | кутия (koutia)                  | κουτί (kouti)       | cutie   | кутија (koutiya) |

### Phraséologie
En dehors de l'emprunt lexical proprement dit, il existe aussi de nombreux calques passés d'une langue balkanique à l'autre, en majorité entre l'albanais, le bulgare, le grec et le roumain.
Par exemple, le mot pour « mûrir » (en parlant d'un fruit) est un dérivé médio-passif (albanais, grec) ou réflexif (roumain) du mot pour « cuire au four ».
- alb. piqem, grec psínomai (ψήνομαι), roum. a se coace, tous au sens de « mûrir » : alb. pjek, grec psíno (ψήνω), roum. a coace, tous au sens de « cuire au four »

Un autre exemple est un vœu signifiant littéralement « pour bien des années » :
| Langue     | Expression      | Romanisation    |
| ---------- | --------------- | --------------- |
| Grec       | χρόνια πολλά    | khronia polla   |
| Roumain    | la mulţi ani    |                 |
| Albanais   | për shumë vite  |                 |
| Bulgare    | за много години | za mnogo godini |
| Macédonien | за многу години | za mnogu godini |

Des expressions idiomatiques signifiant « qu'on <verbe> ou non » se forment avec la tournure « <verbe>-ne pas-<verbe> ». Par exemple, pour « qu'on le veuille ou non » :
| Langue  | Expression     |
| ------- | -------------- |
| Bulgare | ще - не ще     |
| Grec    | θέλει δε θέλει |
| Roumain | vrea nu vrea   |
| Turc    | ister istemez  |
| Serbe   | хтео - не хтео |

### Dérivation
Certains suffixes de dérivation lexicale se trouvent dans l'ensemble de l'aire linguistique balkanique, comme le diminutif d'origine slave -ica - API [it͡sa] - qui se retrouve en albanais, grec et roumain.

## Balkanismes phonétiques
Un trait commun des langues balkaniques "centrales" est l'existence d'un phonème schwa (en API /ə/), écrit ë en albanais, ъ en bulgare, ă en roumain. Le schwa existe aussi dans la majorité des dialectes du macédonien, mais pas dans ceux du centre et de l'Ouest, sur lesquels se base la langue écrite.
En roumain et en albanais, le schwa dérive d'un /a/ en position inaccentuée. Ainsi, le mot latin camisia ("chemise") est devenu en roumain cămaşă [kəmaʃə], en albanais këmishë [kəmiʃə].

## Traits communs culturels
Outre les aspects linguistiques, les peuples des Balkans présentent également une union culturelle qui se manifeste dans le domaine des arts et traditions populaires : ainsi, par exemple, les traditions et mythes des colindes (Κολήνδες/Colindes, Коледа/Koledas ou Colinde), des martenitsi/martisoare (Μάρτης/Màrtis, мартеница/Martenitsi ou Mărțișoare), ou encore des broucolaques (βρυκόλακας/Vrykólakas, Върколак/Beurkolaks ou Vârcolaci) sont communs aux Grecs septentrionaux, aux bulgarophones (en Macédoine et Bulgarie), aux Aroumains et aux roumanophones (en Roumanie et Moldavie). Les ethnologues considèrent ces traditions comme un héritage thrace (substrat commun de ces populations). L'origine de cet héritage est à rechercher, selon eux, dans les fêtes de printemps qui ont perduré à travers les siècles quelles que soient les influences ultérieures, latine chez les Aroumains et les roumanophones, ou slave chez les Bulgares.

## Critiques
Le modèle actuellement accepté par la majorité des linguistes, celui du polonais Zbigniew Gołąb, est cependant contesté par les historiographies grecque, bulgare et des pays de l'espace ex-yougoslave, qui minimisent l'apport de la romanisation et l'influence turque, considérant que les particularités et les spécificités de chaque groupe ethnique l'emportent largement sur les traits communs. Depuis l'émergence du nationalisme romantique du XIXe siècle et xénophobe du milieu du XXe siècle, chaque État balkanique s'est réapproprié son histoire en minimisant les apports des peuples voisins et en magnifiant celui de sa majorité ethnique actuelle, de manière à projeter dans le passé les nations actuelles, comme si elles s'étaient constituées dès l'Antiquité ou le haut Moyen Âge. Concernant les arts et traditions populaires aussi, des légendes nouvelles apparaissent, surtout dans la littérature pour enfants, à partir du milieu du XIXe siècle : rompant avec les traditions orales communes, ces légendes sont différentes dans chaque pays. Ainsi, par exemple, elles relient les martenitsi/màrtis/mărțișoare (qui, dans tous les pays, sont reliées traditionnellement à un personnage mythique, Baba Marta, Baba Dochia ou Yaya Dimitra, et à sa fille ou belle-fille) à l'histoire ancienne telle qu'elle est enseignée dans les écoles : la légende bulgare fait référence à la fondation du Premier empire bulgare en 681, les légendes roumaines/moldaves évoquent la Rome antique et la conquête de la Dacie par les Romains, tandis que les légendes grecques se rapportent au mythe de Déméter et Korè.